# Carlos Pierín
Carlos Pierín, auch bekannt unter dem Spitznamen Lalá, ist ein ehemaliger brasilianischer Fußballspieler auf der Position des Torwarts.

## Laufbahn
In den späten 1950er Jahren stand Pierín „Lalá“ beim FC Santos unter Vertrag und war Ersatztorwart jener Mannschaft, in der unter anderem der junge Pelé spielte. Von 1959 bis 1961 bestritt er 58 Spiele für Santos.
1961 wurde Pierín von Atlas Guadalajara nach Mexiko geholt und gewann gleich in seiner ersten  Saison 1961/62 mit den Rojinegros den mexikanischen Pokalwettbewerb und den Supercup.
1963 wechselte er zum damals noch in der Hauptstadt beheimateten CF Atlante und verbrachte die folgende Saison 1964/65 in Diensten des CD Zacatepec.

## Erfolge
Santos
- Torneio Rio-São Paulo: 1959
- Staatsmeisterschaft von São Paulo: 1960, 1961
- Campeonato Brasileiro de Futebol Vizemeister: 1959
- Campeonato Brasileiro de Futebol Meister: 1961

Atlas Guadalajara
- Copa México: 1961/62
- Campeón de Campeones: 1962